# Wild Hope
Albums de Mandy Moore
Candy
(2005) Super Hits
(2008)
Wild Hope est le cinquième album studio de la chanteuse américaine Mandy Moore. Il est enregistré à son nouveau label, The Firm Music, une division de EMI USA, le 19 juin 2007. Il est commercialisé sous format numérique en Australie le 18 juin 2007, avec en bonus, le single Swept Away. L'album est positivement accueilli par l'ensemble de la presse spécialisée,,,.

## Développement
Moore commence l'écriture de son album dès 2004. Elle signe d'abord au label Sire Records puis fait paraître le single Hey! sur son site Internet, écrit par James Renald, qui avait auparavant écrit son single Cry en 2002.
Pour Wild Hope, Moore collabore avec le producteur John Alagia (Dave Matthews Band, Liz Phair) et écrit pour la première fois ses propres chansons aux côtés de Rachael Yamagata, Chantal Kreviazuk, Michelle Branch, Lori McKenna, et du duo pop-folk indépendant The Weepies. Il s'agit du premier album de Moore entièrement coécrit, et de la première fois qu'elle fait paraître des chansons depuis la sortie de son album When I Talk to You en 2001 ; la plupart de ces chansons s'inspirent de sa rupture avec son ex-petit copain Zach Braff.

## Liste des pistes
| 1.  | Extraordinary                                     | 2:54 |
| 2.  | All Good Things                                   | 2:53 |
| 3.  | Slummin' in Paradise (avec Jason Mraz aux chœurs) | 4:12 |
| 4.  | Most of Me                                        | 4:47 |
| 5.  | Few Days Down                                     | 3:23 |
| 6.  | Can't You Just Adore Her?                         | 3:55 |
| 7.  | Looking Forward to Looking Back                   | 3:13 |
| 8.  | Wild Hope                                         | 2:59 |
| 9.  | Nothing That You Are                              | 4:28 |
| 10. | Latest Mistake                                    | 4:08 |
| 11. | Ladies' Choice                                    | 4:56 |
| 12. | Gardenia                                          | 4:27 |

| 13. | Swept Away | 4:23 |

| 13. | All Good Things (Raw Version) (Note : sur le CD, la chanson est intitulée All Good Things (Naked)) | 2:53 |

| 14. | Could've Been Watching You    | 4:23 |
| 15. | All Good Things (Raw Version) | 2:53 |

| 14. | Umbrella (Acoustic Version) |  |
| 15. | Candy (Acoustic Version)    |  |
| 16. | Little Drummer Boy          |  |

## Ventes
Wild Hope débute au Billboard 200 à la 30e place des ventes avec 25 000 exemplaires vendus une semaine après parution, selon Billboard. Il s'agit du troisième album de Moore débutant en haut des ventes, après Coverage, qui a débuté à la 14e place avec 59 000 exemplaires. Son album atteint la 9e des albums Top Internet.